# Парамонов Вадим Миколайович
Вади́м Микола́йович Парамо́нов (нар. 18 березня 1991) — український футболіст, центральний захисник клубу «Урарту».

## Біографія
Вихованець Дніпропетровського футболу. У ДЮФЛ виступав за павлоградський «Самара-Метеорит» та дніпропетровські «Інтер» та ІСТА.
Влітку 2008 року підписав контракт з клубом «Дніпро-75», у складі якого дебютував у професійному футболі 20 липня 2008 року в матчі Другої ліги проти «Титану» (Армянськ). Проте заграти в команді Вадим не зумів, вийшовши на поле за сезон лише у чотирьох матчах, при чому в усіх на заміну в кінцівці другого тайму.
2010 року виступав за клуб «ІСТА-Ювілейний» в чемпіонаті Дніпропетровської області.
Влітку 2010 року підписав контракт з представником Прем'єр-ліги «Зорею», в якій став виступати в молодіжному чемпіонаті. У сезоні 2012/13 разом з командою став молодіжним чемпіоном України, втім до першої команди так і не пробився.
На початку 2014 року став гравцем клубу Першої ліги «Полтава», де поступово став основним гравцем і у сезоні 2017/18 допоміг команді вперше в історії вийти до Прем'єр-ліги. 
Втім напередодні старту у найвищому дивізіоні «Полтава» несподівано знялась з чемпіонату і Парамонов перейшов до іншого новачка вищого дивізіону «Львова». Саме у складі львівян 27-річний Парамонов 22 липня 2018 року дебютував у Прем'єр-лізі в матчі проти київського «Арсеналу». Кольори «синьо-золотих» оборонець захищав впродовж сезону 2018/19, після чого перейшов у ковалівський «Колос», за який відіграв наступний сезон в УПЛ і провів там 22 поєдинки
У серпні 2020 року перейшов у «Рух» (Львів).

## Досягнення
- Чемпіон Вірменії (1):

«Урарту»: 2022-23
- Володар Кубка Вірменії (1):

«Урарту»: 2022-23